# Filfola
Filfola (in maltese Filfla) è una piccola isola disabitata dell'arcipelago delle Isole maltesi. Il nome deriva dalla lingua araba e significa pepe (alcuni scrittori anglosassoni perciò la chiamarono Piper). L'isola presenta uno scoglio satellite denominato Filfoletta.
Filfola si trova a sud-ovest dell'isola di Malta, a circa 5 km dalla costa, ed è estesa in lunghezza per soli 700 metri, per una superficie totale di 25.000 m².
La sola costruzione di cui si abbia notizia era una cappella costruita in una grotta nel 1343, che venne però distrutta durante il terremoto del 1856.
Durante il dominio britannico e fino al 1971 l'isola fu utilizzata come bersaglio per le esercitazioni della Royal Navy e della Royal Air Force.
Caratteristica saliente della piccola isola è l'essere praticamente inaccessibile per via delle ripide scogliere; nel 1988 è stata dichiarata riserva naturale, in quanto è l'unico posto al mondo in cui viva una sottospecie di lucertola verde con macchie rosse (Podarcis filfolensis subsp. filfolensis), endemica di Filfola e sopravvissuta ai bombardamenti.
Si racconta che in un passato molto remoto gli abitanti di un piccolo villaggio maltese fossero così crudeli da essere scaraventati all'inferno per via della punizione divina; neanche il Diavolo però li volle, tale era la loro malvagità, e li rimandò in superficie assieme ad un piccolo e desolato pezzo di terra che diventò Filfola.